# Кругозор (журнал, СССР)
«Кругозо́р» — ежемесячный советский и российский литературно-музыкальный и общественно-политический иллюстрированный журнал с аудиоприложениями в виде гибких грампластинок. Издавался в 1964—1992 годах.
С 1969 года выходило детское приложение к «Кругозору» — «Колобок».

## Описание
Журнал издавался Государственным комитетом Совета министров СССР по телевидению и радиовещанию (Москва, ISSN: 0130-2698). Выпускался издательством «Правда» и Всесоюзной студией грамзаписи. Редакция журнала поначалу располагалась в Госкомитете на Пятницкой улице № 25, на втором этаже технического корпуса, затем некоторое время — в здании телецентра «Останкино» на улице Академика Королёва № 12, и далее, вплоть до закрытия журнала, — вновь на Пятницкой улице № 25.
Журнал состоял из шестнадцати страниц, четырёх страниц обложки (на которых также размещался текст) и шести гибких двусторонних пронумерованных пластинок со скоростью вращения 33⅓ оборота в минуту, каждая сторона пластинки имела не более семи минут звучания. Практиковались «продолженные» репортажи, когда начало статьи печаталось текстом с иллюстрациями, а окончание нужно было слушать. Для того, чтобы прослушать звуковую страницу, её не нужно было вырезать или вырывать из журнала: журнал складывался и перегибался так, чтобы нужная сторона пластинки оказалась сверху, и затем клался на диск проигрывателя или радиолы. Рекомендовалось не загибать углы журнала, так они могли мешать вращению диска проигрывателя. Тем не менее для удобства пластинки зачастую вырезались по кругу.
Все гибкие пластинки печатались на приобретённой во Франции специальной машине. Слушать звуковые страницы на патефонах с металлической иглой было нельзя, только на проигрывателях с корундовой иглой.
В 1988 году, при переходе журнала на новый формат, первый номер был укомплектован пластинками, вложенными в конверт. Этот способ оказался трудоёмким и нетехнологичным. Со следующих номеров пластинки размещались по две на одном сложенном виниловом листе — вкладывались и сшивались скрепкой в один блок с бумажными страницами журнала.
Начиная с 1991 года часть тиража «Кругозора» стала выпускаться с аудиокассетой, а часть — по-прежнему, с грампластинками. Динамика была такова:
1991 год, № 1: тираж с пластинками — 60 000 экземпляров, с аудиокассетами — 33 000.
1991 год, № 2: с пластинками — 100 000, с аудиокассетами — 20 000.
1991 год, № 3: с пластинками — 100 000, с аудиокассетами — 15 000.
1991 год, № 4-10: с пластинками — 100 000, с аудиокассетами — 10 000.
1991 год, № 11-12: с пластинками — 100 000, с аудиокассетами — 5000.
В 1992 году журнал был вынужден отказаться от гибких пластинок. Последними гибкими пластинками, выпущенными Всесоюзной студией грамзаписи фирмы «Мелодия», стали две пластинки (11 и 12) в двенадцатом номере «Кругозора» за декабрь 1991 года. После этого звуковое приложение стало выходить только на аудиокассетах. Кассету необходимо было заказывать отдельно по указанному адресу; сперва получить кассету можно было наложенным платежом, а последний номер журнала предлагал сперва перечислить обычным почтовым переводом цену кассеты — 75 рублей - и только затем её получить. Последние три номера — 3, 4—7 и 8 «Кругозора» за 1992 год не имели никаких звуковых приложений, хотя описание звуковых страниц в журнале имеется.
В 1992 году журнал был закрыт из-за финансовых трудностей.

## История
Темами журнала были документально-хроникальные и художественные звукозаписи, воспроизводившие выступления государственных, общественных деятелей, мастеров искусств, а также лучшие образцы классического и современного искусства, народного творчества, новинки литературы, музыки, театра, эстрады.
В журнале постоянно издавались песни в исполнении звёзд советской эстрады: И. Кобзона, В. Ободзинского, С. Ротару, А. Пугачёвой и многих других, популярных ВИА («Песняры», «Самоцветы», «Пламя» и так далее), и многих известных зарубежных исполнителей, спрос на записи которых в Советском Союзе существенно превышал предложение.
Первым главным редактором «Кругозора» был Борис Хессин, впоследствии глава телевизионного объединения «Экран», вторым — Евгений Велтистов, в 1980-е годы —  Сергей Есин, впоследствии многолетний ректор Литературного института.
У истоков журнала были Юрий Визбор, проработавший в нём семь лет с момента основания, Евгений Велтистов, Галина Шергова, Людмила Петрушевская, поэт Евгений Храмов.
Издавались также тематические и специальные выпуски «Кругозора» на русском, английском, немецком, японском и других языках. Первая в СССР звуковая книга (о Ленине) была издана «Кругозором» в год 100-летия со дня рождения вождя (1970).
Тираж в 1973 году составлял 450 тысяч экземпляров, в 1983 году — 500 тысяч, а весной 1991 года — всего 60 тысяч экземпляров.
В 1992 году, вскоре после закрытия «Кругозора», журналист и исследователь творчества Юрия Визбора Анатолий Азаров спас от уничтожения звуковой архив (оригинальные магнитные ленты на 38 скорости, с которых происходило тиражирование пластинок) журналов «Кругозор» и «Колобок». Долгое время, до кончины А. Азарова в 2016 году архив хранился у него дома. В настоящее время архив передан в Российский государственный архив фонодокументов.
С 2009 по 2017 год группа энтузиастов — любителей виниловых пластинок провела большую работу по оцифровке гибких пластинок «Кругозора» и «Колобка», а также журналов «Клуб и художественная самодеятельность» и «Народное творчество», и выкладывала результаты работ на форумах любителей винила. Также оцифрованные бумажные и звуковые страницы легли в основу сайта «Кругозор-Колобок», созданного Анатолием Азаровым и первым звукорежиссёром «Кругозора» Николаем Нейчем.
В октябре 2021 года на «Радио России» начала выходить программа Алексея Певчева «Наш друг Кругозор», основанная на материалах журнала «Кругозор». Эфир — каждую субботу и воскресенье (повторы) в 22:35 (МСК). В некоторых регионах программа может быть недоступна в радиоэфире из-за региональных окон.

## Некоторые рубрики
- В 1960-х — 1970-х гг. в журнале была рубрика «Кабачок 33 ⅓ оборота» (по образу и подобию передачи «Кабачок «13 стульев»»), в которой представляли новые отечественные и зарубежные песни. Одним из ведущих этой рубрики был Зиновий Гердт.

## Исполнители, чьи произведения либо голоса были записаны на пластинки

### Композиторы
- Роберт Амирханян
- Лев Присс
- Леонард Бернстайн
- Никита Богословский
- Вангелис
- Пауль Дессау
- Евгений Дога
- Гия Канчели
- Кара Караев
- Фриц Крейслер
- Мишель Легран
- Ференц Лист
- Михаил Огинский
- Раймонд Паулс
- Андрей Петров
- Сергей Прокофьев
- Сергей Рахманинов
- Нино Рота
- Антонио Сальери
- Александр Скрябин
- Микаэл Таривердиев
- Микис Теодоракис
- Эндрю Ллойд Уэббер
- Оскар Фельцман
- Ян Френкель
- Арам Хачатурян
- Тихон Хренников
- Пётр Чайковский
- Фредерик Шопен
- Дмитрий Шостакович
- Иоганн Штраус
- Родион Щедрин

### Поэты и писатели
- Чингиз Айтматов
- Владимир Альбинин
- Ираклий Андроников
- Павел Антокольский
- Луи Арагон
- Аркадий Арканов
- Николай Асеев
- Виктор Астафьев
- Павел Панченко
- Белла Ахмадулина
- Анна Ахматова
- Иоганнес Бехер
- Александр Блок
- Виктор Боков
- Валерий Брюсов
- Лариса Васильева
- Андрей Вознесенский
- Максимилиан Волошин
- Николас Гильен
- Максим Горький
- Григорий Горин
- Матвей Грин
- Николай Гумилёв
- Юлия Друнина
- Сергей Есенин
- Михаил Жванецкий
- Михаил Зощенко
- Александр Иванов
- Лион Измайлов
- Вениамин Каверин
- Римма Казакова
- Виктор Коклюшкин
- Михаил Кольцов
- Феликс Кривин
- Юрий Левитанский
- Леонид Леонов
- Михаил Луконин
- Владимир Луговской
- Леонид Мартынов
- Самуил Маршак
- Новелла Матвеева
- Александр Межиров
- Михаил Мишин
- Юрий Нагибин
- Олег Назаров
- О.Генри
- Борис Пастернак
- Константин Паустовский
- Юрий Поляков
- Александр Прокофьев
- Расул Рза
- Михаил Рощин
- Михаил Светлов
- Илья Сельвинский
- Юлиан Семенов
- Ярослав Смеляков
- Ефим Смолин
- Александр Солженицын
- Алексей Сурков
- Лев Толстой
- Анатолий Трушкин
- Ника Турбина
- Виктор Хара
- Назым Хикмет
- Михаил Шолохов
- Илья Эренбург

### Театральные, эстрадные и киноактёры
- Александр Абдулов
- Олег Анофриев
- Ян Арлазоров
- Елизавета Ауэрбах
- Олег Басилашвили
- Михаил Боярский
- Валентина Владимирова
- Евгений Весник
- Владимир Винокур
- Михаил Водяной
- Галина Волчек
- Михаил Евдокимов
- Евгений Евстигнеев
- Эраст Гарин
- Зиновий Гердт
- Пётр Глебов
- Наталья Гундарева
- Людмила Гурченко
- Олег Даль
- Алла Демидова
- Армен Джигарханян
- Татьяна Догилева
- Геннадий Дудник
- Михаил Жаров
- Игорь Ильинский
- Николай Караченцов
- Роман Карцев и Виктор Ильченко
- Александр Калягин
- Василий Качалов
- Светлана Крючкова
- Леонид Куравлёв
- Евгений Леонов
- Лившиц и Левенбук
- Николай Литвинов
- Владимир Ляховицкий
- Андрей Миронов
- Мария Миронова и Александр Менакер
- Ирина Мирошниченко
- Соломон Михоэлс
- Иван Москвин
- Марина Неёлова
- Валентин Никулин
- Клара Новикова
- Михаил Новохижин
- Любовь Орлова
- Анатолий Папанов
- Евгений Петросян
- Майя Плисецкая
- Николай Плотников
- Елена Проклова
- Алексей Птицын
- Аркадий Райкин
- Фаина Раневская
- Клара Румянова
- Татьяна Самойлова
- Игорь Скляр
- Иннокентий Смоктуновский
- Юрий Соломин
- Тарапунька и Штепсель
- Михаил Тарханов
- Вячеслав Тихонов
- Галина Уланова
- Леонид Филатов
- Юрий Филимонов
- Александр Филиппенко
- Алиса Фрейндлих
- Геннадий Хазанов
- Дмитрий Харатьян
- Владимир Хенкин
- Николай Хмелёв
- Михаил Чехов
- Борис Чирков
- Инна Чурикова
- Александр Ширвиндт и Михаил Державин
- Ефим Шифрин
- Сергей Юрский
- Олег Янковский
- Михаил Яншин
- Владимир Яхонтов

### Музыканты
- Владимир Ашкенази
- Игорь Бриль
- Владимир Назаров и его ансамбль
- Густав Бром и его оркестр
- Дэйв Брубек
- Каринэ Георгиан
- Эмиль Гилельс
- Жан-Мишель Жарр
- Лиана Исакадзе
- Евгений Кисин
- Леонид Коган
- Алексей Козлов и его квартет
- Михаил Лидский
- Гленн Миллер и его оркестр
- Евгений Мравинский
- Азиза Мустафа-заде
- Генрих Нейгауз
- Давид Ойстрах
- Оскар Питерсон
- Святослав Рихтер
- Мстислав Ростропович
- Артур Рубинштейн
- Яша Хейфец
- Дюк Эллингтон
- Юдина, Мария Вениаминовна

### Отечественные певцы

#### Опера и оперетта
- Ирина Архипова
- Владимир Атлантов
- Мария Биешу
- Галина Вишневская
- Дмитрий Гнатюк
- Александр Давыдов
- Алибек Днишев
- Зара Долуханова
- Ирина Журина
- Любовь Казарновская
- Маквала Касрашвили
- Владимир Касторский
- Иван Козловский
- Сергей Лемешев
- Мария Максакова
- Тамара Милашкина
- Антонина Нежданова
- Евгений Нестеренко
- Надежда Обухова
- Вера Петрова-Званцева
- Нина Раутио
- Бэла Руденко
- Дмитрий Смирнов
- Зураб Соткилава
- Дмитрий Хворостовский
- Фёдор Шаляпин
- Татьяна Шмыга

#### Фольклор
- Надежда Бабкина
- Людмила Зыкина
- Валентина Левко
- Мария Мордасова
- Лидия Русланова
- Александра Стрельченко
- Екатерина Шаврина

#### Рок
- Жанна Агузарова — В городе моем улицы пусты
- Александр Барыкин — Аэропорт; Программа телепередач на завтра; Ты так мила; Королева бала
- Александр Башлачёв — Время колокольчиков; Лихо
- Александр Градский — музыка из м/ф «Голубой щенок»; Монолог батона за 28 копеек; Я хочу понять
- Янка Дягилева — По трамвайным рельсам; Продано
- Крис Кельми — музыка из м/ф «Пес в сапогах»
- Владимир Кузьмин — Симона
- Юрий Лоза — Плот; Пой мне, гитара!
- Настя Полева — Стратосфера; Ноа ноа
- Зоя Ященко — Генералы Гражданской Войны; Комната

#### Эстрада и поп-музыка
- Азиза
- Ирина Аллегрова — Мой ласковый и нежный зверь; Верьте в любовь, девчонки
- Юрий Антонов — Анастасия; Крыша дома твоего
- Татьяна Анциферова
- Альберт Асадуллин
- Роксана Бабаян
- Лев Барашков
- Рашид Бейбутов
- Сергей Беликов
- Геннадий Белов
- Женя Белоусов
- Марк Бернес — Любимый город; Тучи над городом встали; Темная ночь, только пули свистят; Песня посвящается моя; Шаланды, полные кефали
- Галина Беседина
- Жанна Бичевская
- Иван Бобул
- Юрий Богатиков
- Нани Брегвадзе
- Ирина Бржевская
- Нина Бродская
- Полад Бюль-Бюль Оглы — Песне моей поверь; Я ухожу
- Лайма Вайкуле — Вернисаж
- Аида Ведищева
- Анне Вески
- Георгий Виноградов
- Виктор Вуячич
- Тамара Гвердцители
- Ксения Георгиади
- Алексей Глызин — Письма издалека; Счастье ты мое, горе ты мое
- Николай Гнатюк — Птица счастья; Бессонница; Красный конь; Девчонка из квартиры 45
- Анатолий Горохов
- Наталья Гулькина
- Юрий Гуляев
- Валентина Дворянинова
- Андрей Державин
- Лариса Долина
- Сергей Захаров
- Ольга Зарубина
- Ренат Ибрагимов
- Алла Иошпе
- Яак Йоала
- Елена Камбурова
- Вахтанг Кикабидзе
- Филипп Киркоров — Лето; Любовь — это нечто сложное; Такой-сякой; Небо и земля
- Лидия Клемент
- Иосиф Кобзон — Мгновения
- Анатолий Королёв
- Майя Кристалинская
- Евгений Куликов — Игрушечная война; Как все; Царь-батюшка; Бедные голуби
- Светлана Лазарева — Иди на все четыре стороны; Грош цена словам твоим
- Валентина Легкоступова
- Валерий Леонтьев — Сердце человека; Полет на дельтаплане; Зелёный свет
- Лев Лещенко — Притяжение земли; Ни минуты покоя; День победы
- Мария Лукач
- Муслим Магомаев
- Владимир Макаров
- Вячеслав Малежик — Гадание; Улочки-переулочки
- Дмитрий Маликов
- Александр Малинин — Печали свет; Поручик Голицын
- Владимир Маркин — Белая черемуха
- Евгений Мартынов
- Тамара Миансарова — Летка-енка
- Сергей Минаев
- Андрей Мисин
- Тынис Мяги
- Алиса Мон — Обещаю; Подорожник-трава
- Лариса Мондрус
- Вадим Мулерман
- Галина Ненашева
- Игорь Николаев — Такси-такси
- Андрей Никольский — Никого я не люблю; Что там вдали, моя жизнь
- Валерий Ободзинский
- Кристина Орбакайте
- Ирина Отиева
- Урмас Отт
- Сосо Павлиашвили
- Мария Пахоменко
- Сергей Пенкин — Feelings
- Ольга Пирагс
- Ирина Понаровская
- Владимир Пресняков-младший — Незаконнорожденный мой сын; Роковый концерт
- Алла Пугачёва — Без меня тебе любимый мой лететь с одним крылом; Делу время а потехе час; Айсберг в океане; Сто друзей; Паромщик; Миллион роз; Надо же
- Эдита Пьеха — Радуга; Надежда; Дети Земли; Приди, Любовь, приди; Баллада о Тане Савичевой
- Маша Распутина — Лето — не зима; Я не жалею; Играй, музыкант; Городская сумасшедшая
- Жанна Рождественская — музыка из х/ф «Ах, водевиль, водевиль…»
- София Ротару — А музыка звучит; Было и прошло
- Роза Рымбаева
- Аким Салбиев
- Игорь Саруханов
- Екатерина Семёнова
- Людмила Сенчина
- Александр Серов — Дон-Кихоты
- Ирма Сохадзе
- Наталья Ступишина
- Екатерина Суржикова
- Игорь Тальков — Кирпичи
- Валентина Толкунова
- Владимир Трошин
- Леонид Утёсов — Сердце, тебе не хочется покоя
- Эдуард Хиль
- Марина Хлебникова
- Надежда Чепрага
- Гюли Чохели — Иллюзион
- Клавдия Шульженко

#### Шансон и романсы
- Алла Баянова
- Александр Вертинский
- Михаил Звездинский
- Вадим Козин
- Пётр Лещенко
- Александр Новиков
- Варя Панина
- Валентина Пономарёва
- Борис Рубашкин
- Вилли Токарев
- Вика Цыганова

#### Барды
- Виктор Верстаков
- Юрий Визбор
- Владимир Высоцкий — Бег иноходца; Все не так, ребята; Аисты; Песня о Петровской Руси; Песня о Земле
- Александр Галич
- Александр Городницкий
- Татьяна и Сергей Никитины — музыка из х/ф «Ирония судьбы или с лёгким паром»
- Булат Окуджава
- Ада Якушева

### Отечественные эстрадные коллективы и поп-группы
- «Аккорд»
- «Ариэль»
- «Верасы»
- «Весёлые ребята» — Автомобили; Семейный альбом; Не волнуйтесь, тетя!
- ВИО-66
- Вокальный квартет советской песни
- «Гая»
- «Добры молодцы»
- «Иверия»
- «Кар-мэн» — Bad Russians; Бомбей Буги
- «Комбинация» — Байки; Рашн герлз
- «Круг»
- «Куликово поле» — Игрушечная война; Как все; Царь-батюшка; Бедные голуби
- «Лейся, песня»
- «Любэ» — Станция Таганская; Атас
- «Маки»
- «Мираж» — Музыка нас связала; Млечный путь
- «На-На» — Свет в окне
- «Оризонт»
- «Орэра»
- «Песняры» — Вологда
- «Пламя»
- «Поющие гитары» — фрагменты оперы «Орфей и Эвридика»
- «Поющие сердца» — Учитесь слушать тишину
- «Самоцветы» — Мой адрес Советский Союз
- «Синяя птица»
- «Технология» — Нажми на кнопку; Всё, что ты хочешь
- «Улыбка»
- «Фея»
- «Червона рута»
- «Электрон»
- «Ялла»

### Отечественные рок-группы
- «Автограф»
- «Агата Кристи» — Вива Кальман; Пантера
- «Аквариум» — Двигаться дальше; Небо становится ближе
- «Альянс» — Дайте огня; Смерти нет
- «Apelsin» — Вестерн
- «Аукцыон» — Нэпман; Вру
- «Бригада С» — Бродяга; Ностальгическое танго; Звезда микрорайона; Шейк
- «Браво» — Король — оранжевое лето
- «Группа Стаса Намина» — Мы желаем счастья вам
- «Гунеш»
- ДДТ — Мальчики-Мажоры; Церковь; Не стреляй!
- «Диалог»
- «Земляне» — Трава у дома; Путь домой; Крынка молока; Каскадёры; Перекрёсток
- «Зодиак» — Ритмы на льду; Мираж
- «Кино» — Звезда по имени Солнце; Группа крови
- «Лимонадный Джо» — Стой, кто идёт (Ай-яй-яй, сюда нельзя!)
- «Магнетик бэнд»
- «Манго-Манго» — Валерий Чкалов; Юность
- «Машина времени» — В добрый час; Песня, которой нет; Хрустальный город
- «Маэстро Левенгук» — Игрушечная война; Как все; Царь-батюшка; Бедные голуби
- «Мистер Твистер» — Мистер Твистер
- «Моральный кодекс» — До свидания, мама; Дети лета
- «Наутилус Помпилиус» — Шар цвета хаки; Взгляд с экрана
- «Секрет» — Привет
- «Телевизор» — песни из альбома «Мечта самоубийцы» (запись не найдена)

### Зарубежные исполнители
- Сальваторе Адамо
- Шарль Азнавур
- Лючия Алиберти
- Аль Бано и Ромина Пауэр — Felicita
- Пол Анка — Дайана
- Бесси Аргираки
- Луи Армстронг — Hello, Brother
- Моника Аспелунд
- Алис Бабс
- Дойна Бадя
- Никола ди Бари
- Джоан Баэз
- Жильбер Беко
- Гарри Белафонте — Ла бамба
- Чак Берри
- Лоредана Берте
- Лена Биолкатти
- Бой Джордж
- Дитер Болен
- Грег Бонам
- Росица Борджиева
- Нино Браво
- Кейт Буш — Бабушка; Огромный успех
- Эрнст Буш
- Петя Буюклиева
- Ширли Бэсси
- Катерина Валенте
- Дина Вашингтон
- Рэй Вентура
- Гленн Вестон
- Сара Вон
- Гелена Вондрачкова
- Карлос Гардель
- Анна Герман
- Карел Готт
- Жюльетт Греко
- Питер Гэбриэл — Sledgehammer
- Далида
- Джо Дассен — Если б не было тебя
- Эва Демарчик
- Ла Тойя Джексон
- Майкл Джексон — песни из альбомов «Thriller» и «Bad»
- Беньямино Джильи
- Элтон Джон
- Том Джонс
- Дженис Джоплин
- Билли Джоэл
- Эмил Димитров
- Джо Долан
- Пласидо Доминго
- Фэтс Домино
- Донна Саммер
- Мики Евремович
- Мирослав Жбирка
- Аструд Жильберто
- Шаролта Залатнаи
- Лили Иванова
- Хулио Иглесиас
- Йованна
- Ану Кааль
- Патрисия Каас
- Монсеррат Кабалье
- Мария Каллас
- Ники Камба
- Богдана Карадочева
- Радмила Караклаич
- Беата Карда[7]
- Рафаэлла Карра
- Хосе Каррерас
- Энрико Карузо
- Сьюзи Кватро
- Сандра Ким
- Корина Кирияк
- Бисер Киров
- Рой Кларк
- Жюльен Клерк
- Нада Кнежевич
- Кати Ковач — кавер на Оттаван «Где ты, Ежи»
- Эдди Кокран
- Янош Коош
- Анни Корди
- Георгий Кордов
- Иржи Корн
- Милица Корьюс
- Нат Кинг Коул
- Тото Кутуньо
- Марцела Лайферова
- Серж Лама
- Мари Лафоре
- Моника Лейрак
- Франсис Лемарк
- Джон Леннон — Luck of the Irish; New-York
- Джулиан Леннон
- Дана Лерска
- Энрике Лиоппис
- Аманда Лир
- Литтл Ричард
- Луис Мигель
- Джерри Ли Льюис
- Мадонна — Material girl; Like a virgin; Hanky panky; Express yourself; Justify my love
- Алиция Маевска
- Хелена Майданец
- Джордж Майкл
- Мириам Макеба
- Пол Маккартни — Man We Was Lonely; Give Ireland Back To The Irish
- Беатрис Маркес
- Джордже Марьянович
- Вальдемар Матушка
- Мирей Матьё
- Мина
- Лайза Миннелли
- Кайли Миноуг — Loco-motion
- Доменико Модуньо
- Марио дель Монако
- Ив Монтан
- Сара Монтьель
- Джанни Моранди
- Нана Мускури
- Энн Мюррей
- Васил Найденов
- Чеслав Немен
- Герхард Нееф
- Габи Новак
- Оливия Ньютон-Джон
- Джонни Нэш
- Одетта
- Шинейд О’Коннор — Emperor new clothes; Nothing compares 2U
- Йоко Оно
- Рой Орбисон
- Малгожата Островска
- Лучано Паваротти
- Рита Павоне
- Ванесса Паради
- Яннис Париос
- Пеле
- Лиляна Петрович
- Эдит Пиаф
- Эва Пиларова
- Мария Долорес Прадера
- Алан Прайс
- Элвис Пресли — Heartbreak hotel; Blue suede shoes
- Принс
- Пупо
- Венета Рангелова
- Рафаэль
- Уилма Рединг
- Крис Ри — Let’s dance
- Дин Рид
- Клифф Ричард
- Марыля Родович
- Даринка Ролинцова
- Дайана Росс
- Демис Руссос
- Сабрина — Like Yo-Yo; Guys and Dolls
- Соня Салвис
- Сандра
- Ирэна Сантор
- Баффи Сент-Мари
- Лео Сейер
- Пит Сигер
- Африк Симон — Hafanana; Todo pasara Maria
- Крунослав Слабинац
- Эва Снежанка
- Катрин Соваж
- Здислава Сосницка
- Ринго Старр
- Стефания
- Стинг — Moon over Bourbon street
- Барбра Стрейзанд
- Бонни Тайлер — Holding out for a hero; What A Way To Treat My Heart; Notes from America; Turtle blues
- Жан Татлян
- Танита Тикарам
- Тиффани — I saw her standing there (Beatles cover)
- Камелия Тодорова
- Лолита Торрес
- Регина Тосс
- Умберто Тоцци
- Мари Трини
- Ким Уайлд
- Энди Уильямс — It’s impossible
- Жан Ферра
- Нино Ферре
- Элла Фитцджеральд
- Кирстен Флагстад
- Саманта Фокс
- Рикардо Фольи
- Флавия Фортунато
- Дагмар Фредерик
- Эйс Фрэйли — 2 Young 2 Die; Remember me
- Марианна Фэйтфул
- Нина Хаген
- Офра Хаза
- Энгельберт Хампердинк
- Джордж Харрисон
- Билл Хейли — Rock around the clock
- Бадди Холли
- Иорданка Христова
- Уитни Хьюстон
- Рэй Чарлз — Hit the road Jack
- Адриано Челентано — Stivali e colbacco; Un po artisto un po no
- Джильола Чинкветти
- Морис Шевалье
- Ивица Шерфези
- Франк Шёбель
- Режи Шолтос
- Кристель Шульце
- Лени Эскюдеро
- Тони Эспозито
- Удо Юргенс
- Тацуро Ямасита
- Роберт Янг

### Зарубежные актёры
- Брижит Бардо
- Джейн Биркин
- Жак Брель
- Марина Влади
- Франческа Гааль
- Жан Габен
- Дина Дурбин
- Анни Жирардо
- Мирча Кришан
- Софи Лорен
- Мэрилин Монро
- Клаудия Мори
- Даниэль Ольбрыхский
- Марика Рёкк
- Фернандель

### Зарубежные поп-группы
- ABBA — Money, Money, Money; Dancing Queen
- A-ha — Take On Me
- Arabesque
- Братья Аргировы
- Baccara
- Belle Epoque
- Сёстры Берри
- Boney M. — Daddy Cool; Nightfly To Venus; Sunny
- Dark Ducks
- Depeche Mode
- Диана Експрес
- Eruption
- Filipinki
- Gemini
- Imagination
- Joy — Valerie; Touch By Touch
- Kaoma — Lambada
- Katz
- Matia Bazar
- Middle of the Road
- Modern Talking — You Can Win If You Want; Diamonds Never Made A Lady; Jet Airliner; Like A Hero
- Los Paraguayos
- Пинкира
- The Peanuts
- Ricchi e Poveri
- Сигнал
- Space
- Technotronic

### Зарубежные рок-группы
- AC/DC — Let Me Put My Love Into You
- Asia
- Badfinger
- The Beatles — Can't buy me love; And I love her; Rock and roll
- Bee Gees — Staying alive
- Bijelo Dugme
- Black Sabbath — Headless Cross; Devil And Woman; Black Moon
- Bon Jovi — Born To Be My Baby
- Carpenters
- Chicago
- Clovers — Love Potion Number 9
- Coasters
- Dire Straits — Walk Of Life
- Doors — People are strange; Riders On The Storm
- Eagles — Hotel California
- Elán
- ELO — Last Train To London; On The Run; Lights Go Down
- Europe — The Final Countdown
- Eurythmics
- The Everly Brothers
- Fleetwood Mac
- Gamma Ray — Lust for life; Free time
- INXS — Suicide blonde; Disappear
- Locomotiv GT
- Metallica — One
- Motley Crue — Girls Girls Girls
- Nazareth — Cinema; Juliet
- Neoton Família
- Opus — Live Is Life
- Pink Floyd — Shine On You Crazy Diamond; On the Run; Money; Time; Us and Them
- Piramis
- Puhdys
- Queen — Jealousy; Don’t Stop Me Now
- The Rolling Stones — Terrifying; Blinded by love; Holding on your hat
- Running Wild — Riding the storm
- Scorpions — Love on the run; Rhythm of love; Believe in love
- Smokie — What can I do?; Needles and pins; Living Next Door To Alice; Oh Carol
- Skid Row — Youth gone wild
- Status Quo — You’re In The Army Now
- UB40
- Uriah Heep
- Wings — Mrs Vandebilt
- Yellow Magic Orchestra
- Червоны гитары
- Щурците

## Использование в культуре
- Группой «Коммунизм» использовано множество записей из журнала «Кругозор».